# Karla Frederiksen
Karla Frederiksen (19. juni 1893 – 16. november 1961) var en dansk forfatterinde. Debuterede i 1929 med romanen Thorborg (fejlagtigt benævnt Carla Frederiksen). Skrev i alt 15 bøger – deraf fire erindringsbøger og én biografisk roman om storebroderen Holger Pedersen (Gissemand).